# دابل
دابل (به آلمانی: Dabel) یک شهر در آلمان است که در لودویگسلوست-پارشیم واقع شده‌است. دابل ۱٬۴۵۸ نفر جمعیت دارد.